# Peenehagen
Peenehagen est une commune d'Allemagne située dans l'arrondissement du Plateau des lacs mecklembourgeois, dans le Land de Mecklembourg-Poméranie-Occidentale.

## Géographie
Peenehagen se situe dans la région du plateau des lacs mecklembourgeois.

## Histoire
La commune de Peenehagen a été créée le 1er janvier 2012 à l'issue de la fusion des communes de Groß Gievitz, Hinrichshagen et Lansen-Schönau.

## Quartiers
- Alt Schönau
- Carlsruh
- Forsthof
- Groß Gievitz
- Hinrichshagen
- Johannshof
- Klein Gievitz
- Lansen
- Levenstorf
- Minenhof
- Neu Schönau
- Schwarzenhof
- Sorgenlos